# Wendy Saddington
Wendy June Saddington (* 26. September 1949 in Melbourne, Australien; † 22. Juni 2013) war eine australische Blues- und Jazz-Sängerin und Mitglied der Bands Chain, Copperwine und der Wendy Saddington Band. Außerdem schrieb sie für das Jugendmagazin Go-Set.

## Leben und Wirken
Saddington arbeitete nach dem Schulabschluss zunächst als Schreibkraft. 1967 begann sie ihre musikalische Karriere in der Soulband Revolution, dann wechselte sie zur Psychedelic Rockband James Taylor Move. Als im Dezember 1968 die Bluesband The Beaten Tracks von Perth nach Melbourne umzog, trat sie der Gruppe bei. Die Band benannte sich in The Chain um. Inspiriert wurde der Bandname von Aretha Franklins Lied Chain of Fools. 1969 verließ Saddington die Band.
Von 1969 bis 1970 schrieb Wendy Saddington eine wöchentliche Kolumne in der Jugendzeitschrift Go-Set, bei der sie Probleme der Jugend ansprach, wie zum Beispiel Schwangerschaft, Einsamkeit und Suizid, und Antworten gab. Viele Eltern kritisierten ihre Kolumne. Von März 1970 bis Februar 1971 sang Saddington zusammen mit Jeff St. John in der Band Copperwine. Im Januar 1971 sang sie auf dem Wallacia Festival in New South Wales. Dabei entstand das Album Wendy Saddington and Copperwine Live.
Im Juli 1970 erschien Saddingtons Solo-Single "Looking through a Window", mit dem sie es in die Top-40-Charts schaffte. Das Lied wurde produziert von Billy Thorpe, John L. Sayers und Warren Morgan. Kurz danach gründete Saddington die Band Teardrop. Als im März 1973 The Whos Rockoper Tommy in Australien aufgeführt wurde, übernahm Saddington dabei die Rolle der Krankenschwester. Saddington wurde eine Anhängerin Prabhupadas und trat der ISKCON bei. Saddington beendete daraufhin ihre Musikkarriere.
1983 nahm Saddington ihre Musikkarriere wieder auf und gründete erneut eine Band mit Bobby Gebert, Harvey James, Billy Rylands und Chris Sweeney. 1985 bildete Saddington ein Duo mit dem Pianisten Peter Head, mit dem sie auch 2002 in einer größeren Band auftrat. 2003 stellte sie drei Lieder für das Album Women 'n Blues bereit.
Am 22. Juni 2013 starb Wendy Saddington im Alter von 65 Jahren an Speiseröhrenkrebs.